# کیت الکترونیکی
کیت الکترونیکی بسته‌ای از قطعات الکتریکی است که برای ساخت یک وسیله الکترونیکی استفاده می شود . به طور کلی، کی ها از اجزای الکترونیکی، نمودار مدار (شماتیک)، دستورالعمل‌های مونتاژ و  برد مدار چاپی یا نوع دیگری از برد نمونه‌سازی تشکیل شده است. 
دو نوع کیت وجود دارد. برخی از آنها یک دستگاه یا سیستم واحد می سازند. انواع دیگری که برای آموزش استفاده می شود شامل طیف وسیعی از مدارها است. 

## مثال‌ها
- Altair 8800 ، (اولین کامپیوتر خانگی ) نیز مانند Sinclair ZX80 ، Sinclair ZX81 و Acorn Atom به عنوان کیت فروخته شد.
- بسیاری از کارتهای سیستم باس S-100 فقط به صورت کیت فروخته می شدند.
- ساخت یک کیت ربات ، که اغلب با یک میکرو کنترلر در داخل وجود دارد ، اکنون رایج است.
- کیت های الکترونیکی لکترون (ماژول های مغناطیسی)
- بلوک های Denshi که توسط Gakken EX-System استفاده شده است

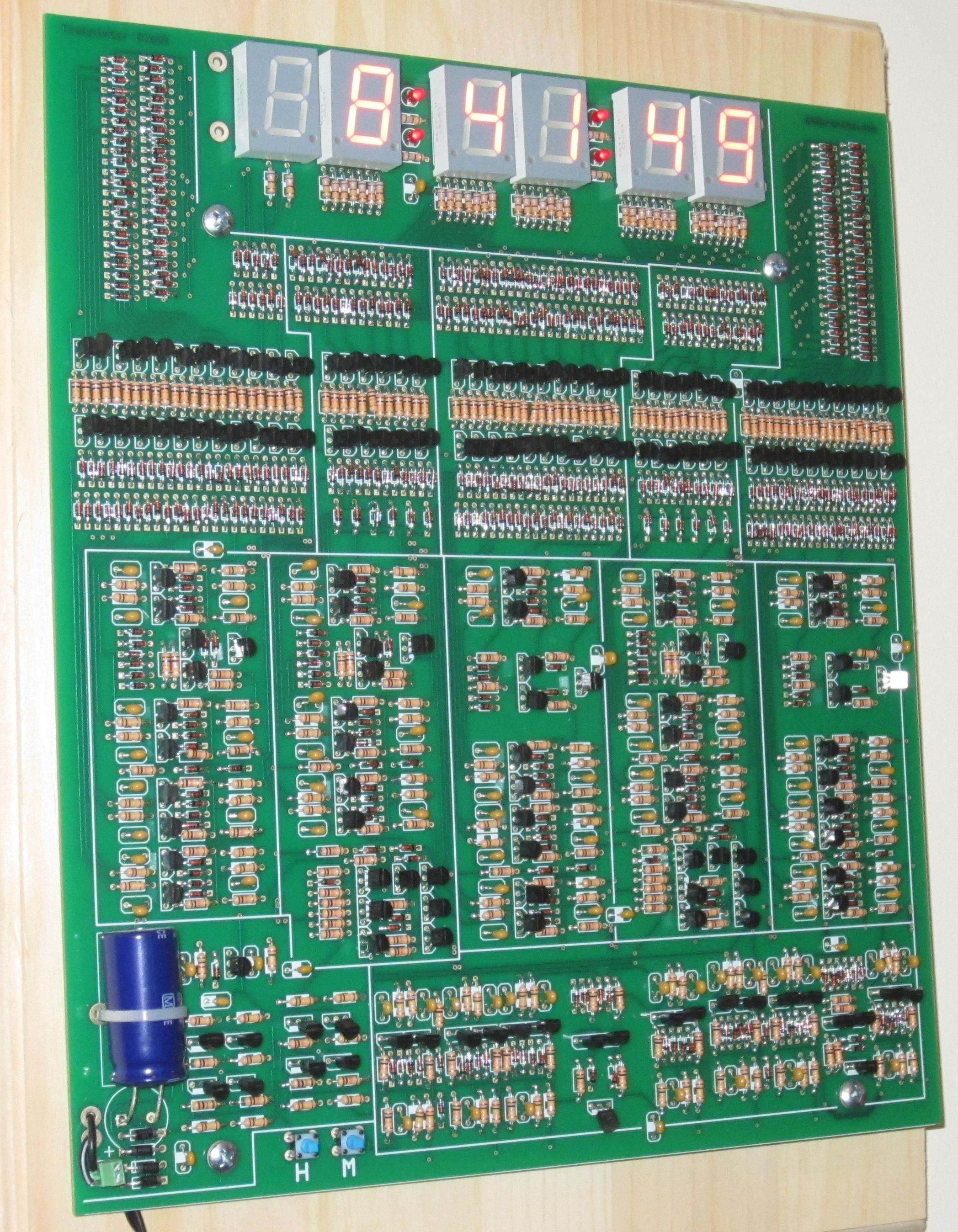
یک ساعت دیجیتالی ساخته شده از کیت با استفاده از تنها ترانزیستورها و دیودها برای انجام تمام منطق. این امر به عنوان یک محصول ساخته شده از کارخانه به عنوان یک مدار مجتمع ، منطقی را با کسری از هزینه و مکان ، منطقی نخواهد بود.

## مطالعه بیشتر
- Dostál، J. کیت الکترونیکی در آموزش. اولوموک ، اتحادیه اروپا: Votobia ، 2008. 74 s. شابک ‎۹۷۸−۸۰−۷۲۲۰−۳۰۸−۶    .